# 胜利路街道 (克拉玛依市)
胜利路街道，中华人民共和国新疆维吾尔自治区克拉玛依市克拉玛依区下属的一个街道，位于市区中东部。克拉玛依市政府机关、新疆石油管理局机关、新疆油田公司驻此。

## 建制沿革
- 1987年，置胜利路街道。

## 行政区划
胜利路街道下辖13个社区：
- 胜利社区、前进社区、长征社区、东风社区、朝阳社区、红山社区、石油红星社区、工人社区、韶山社区、教育社区、黎明曙光社区、拓湖社区、红旗民主社区
- 拓湖廉租房管委会、拓湖外围流管办、八一流管办